# Sondernheim
Sondernheim, pfälzisch Sunnre, ist eine ehemalige Ortsgemeinde im Südosten der Pfalz (Rheinland-Pfalz). Es gehört heute als Ortsteil zur Kreisstadt Germersheim.

## Geographie

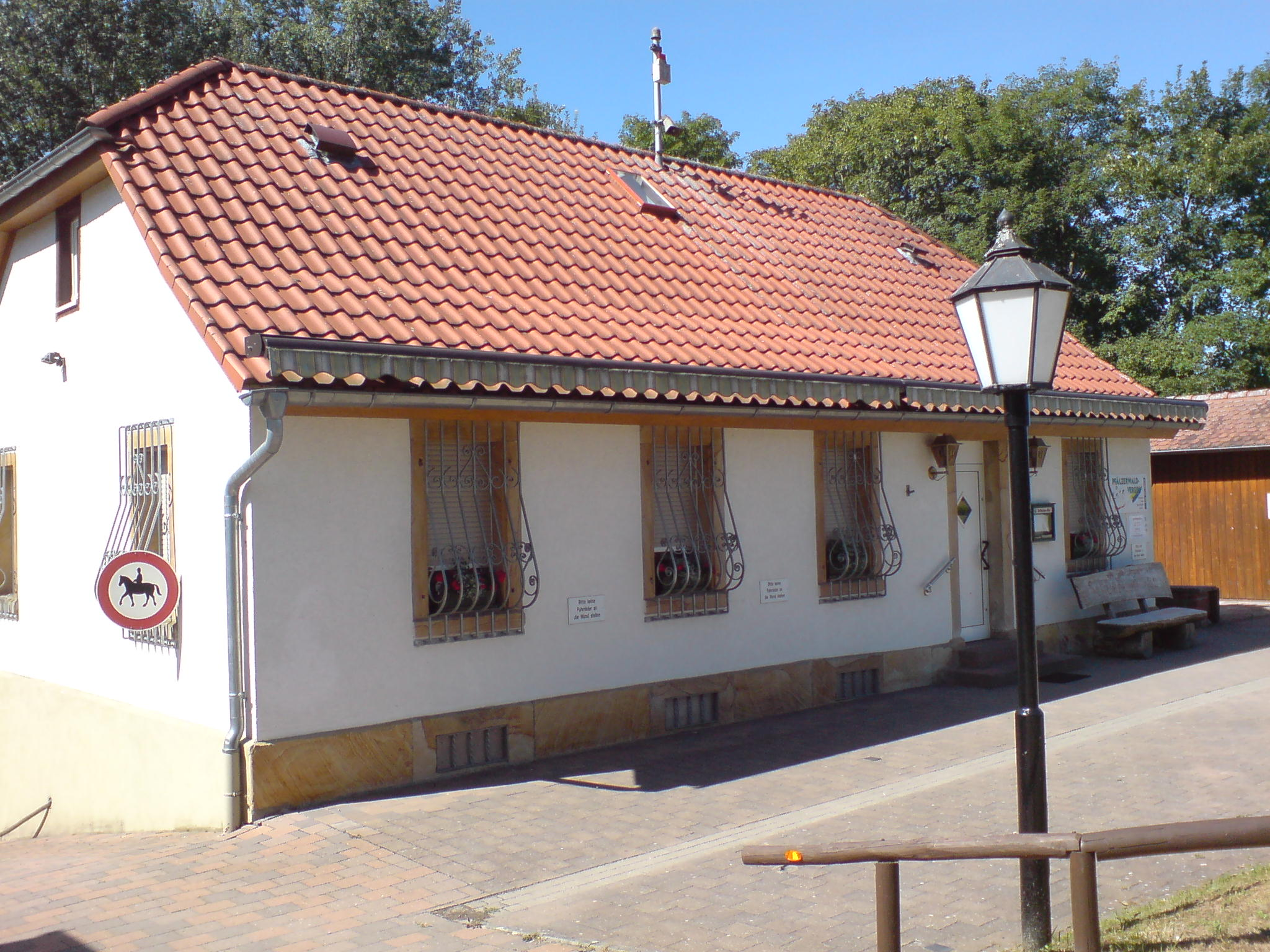
Das Wanderheim Schleusenhaus Sondernheim des Pfälzerwald-Vereins

Sondernheim liegt drei Kilometer südlich von Germersheim in der Rheinebene auf der linken Rheinseite. Seit der Flussbegradigung im 19. Jahrhundert grenzt es an einen Altrheinarm, eine dabei abgetrennte Flussschlinge, während der Neurhein östlich in einer Entfernung von einem Kilometer vorbeifließt. Etwas rheinaufwärts, beim nordbadischen Dorf Liedolsheim, war bereits 1391 der erste nachweisbare Durchstich eines Rheinmäanders zwischen Lauterburg und Worms erfolgt.
Für die Rheinschifffahrt von Bedeutung ist die Sondernheimer Schwelle. An dieser Untiefe in Höhe des Ortes, die durch härteres Gestein im Flussbett verursacht wird, muss bei Niedrigwasser der Schiffsverkehr relativ früh eingestellt werden.
Auf der Gemarkung des Stadtteils mündet der Spiegelbach, der rechte und südlichste Mündungsarm der Queich, in den Altrhein.

## Geschichte

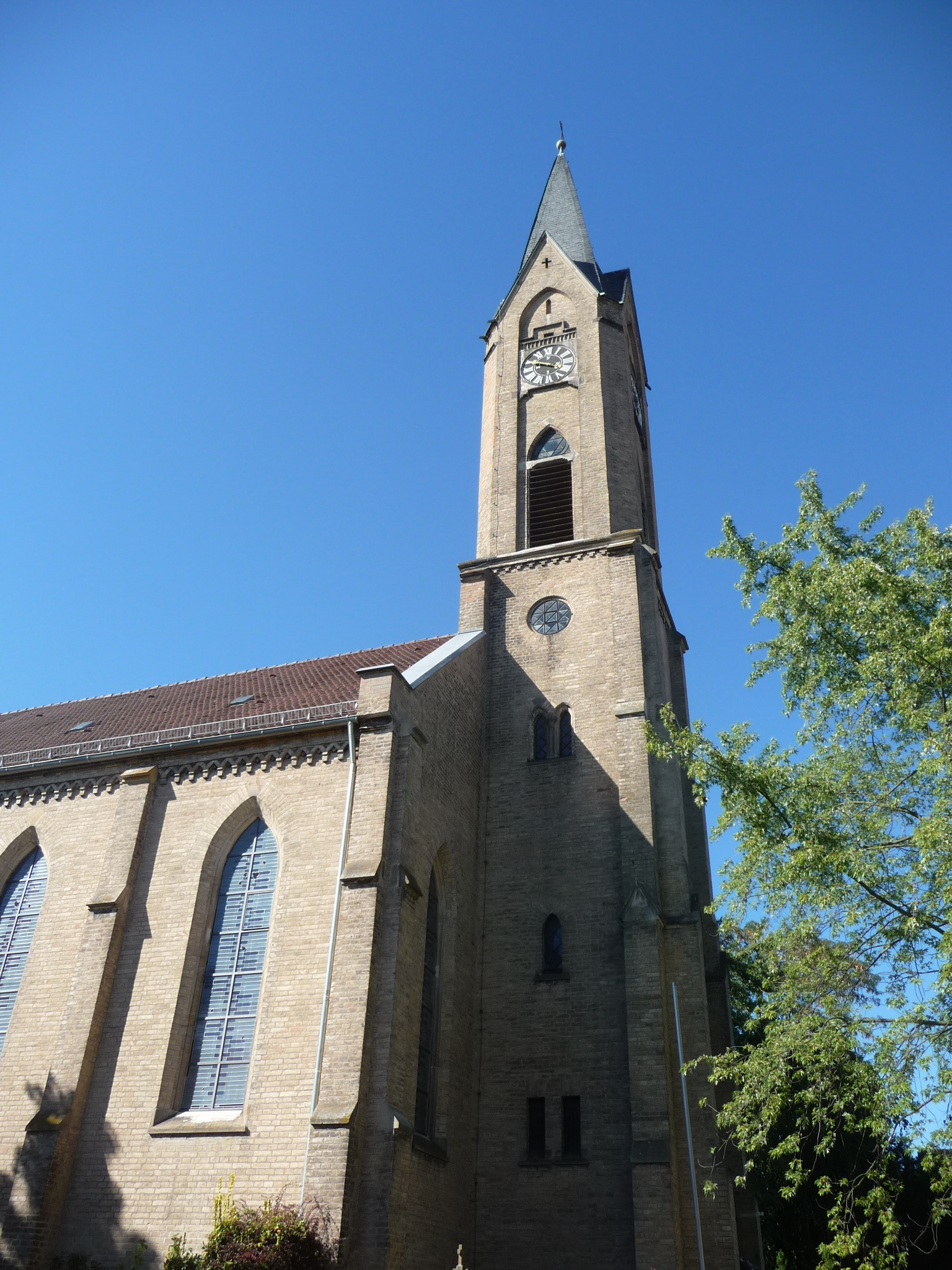
Kirche St. Johannes der Täufer von 1867/68

Das Dorf Sondernheim wurde 1309 erstmals urkundlich erwähnt, ist aber wohl wesentlich älter. Im Jahr 1426 erhielt Sondernheim, das zu dieser Zeit als Filiale dem Germersheimer Servitenorden angehörte, eine Kapelle. Zuvor musste die Germersheimer Kirche besucht werden. 1556 wurde in Sondernheim wie in der gesamten Kurpfalz die Reformation eingeführt. Allerdings wechselte in der Folgezeit in der Kurpfalz noch mehrmals die vorherrschende Religion (neben dem katholischen und evangelischen auch der calvinistische Glauben Ende des 16. bis Anfang des 17. Jahrhunderts). Sondernheims Kirchengebäude, womöglich noch die Kapelle von 1426, befand sich schon in der ersten Hälfte des 17. Jahrhunderts in einem schlechten Zustand, sodass die Sondernheimer Bevölkerung spätestens gegen Ende des Jahrhunderts wieder nach Germersheim in die Kirche ging. Erst 1727 wurde das inzwischen ruinöse Gebäude durch eine neue Kirche ersetzt. Die heute noch bestehende Kirche wurde im Jahr 1868 fertiggestellt.
Am 22. April 1972 erfolgte die Eingemeindung Sondernheims in die Kreisstadt Germersheim.

## Einwohnerentwicklung
| Jahr | Einwohner |
| ---- | --------- |
| 1770 | 239       |
| 1802 | 263       |
| 1849 | 895       |
| 1861 | 889       |
| 1871 | 850       |
| 1895 | 930       |
| 1939 | 1267      |
| 1972 | 2043      |

Einwohnerentwicklung von Sondernheim im Vergleich zur Einwohnerentwicklung von Germersheim. Der grüne Graph entspricht der nebenstehenden Tabelle

Im Jahr 1871 waren von insgesamt 850 Einwohnern 681 katholisch (80 Prozent) und 169 evangelisch (20 Prozent).

## Politik

### Ortsbezirk
Der Ortsteil Sondernheim ist der einzige Ortsbezirk der Stadt Germersheim und wird von einem Ortsbeirat sowie einem Ortsvorsteher politisch vertreten.

### Ortsbeirat
Der Ortsbeirat besteht aus 13 Mitgliedern, die bei der Kommunalwahl am 9. Juni 2024 in einer personalisierten Verhältniswahl gewählt wurden, und dem ehrenamtlichen Ortsvorsteher als Vorsitzendem.
Die Sitzverteilung im Ortsbeirat:
| Wahl | SPD | CDU | Grüne | FWG | REP | Gesamt   |
| ---- | --- | --- | ----- | --- | --- | -------- |
| 2024 | 1   | 5   | 1     | 6   | –   | 13 Sitze |
| 2019 | 1   | 5   | 2     | 5   | –   | 13 Sitze |
| 2014 | 2   | 5   | 1     | 5   | –   | 13 Sitze |
| 2009 | 2   | 6   | 1     | 4   | 0   | 13 Sitze |

### Ortsvorsteher
Andreas Müller (FWG) wurde am 9. Juli 2024 Ortsvorsteher von Sondernheim. Bei der Direktwahl am 9. Juni 2024 hatte er sich mit einem Stimmenanteil von 64,5 % gegen einen Mitbewerber durchgesetzt.
Müllers Vorgänger Friedrich Rentschler (FWG) hatte das Amt 2014 übernommen und kandidierte nach einer Wiederwahl im Jahr 2019 bei der Wahl 2024 nicht erneut. Seine Vorgänger waren Rolf Glück, der erste direkt gewählte Ortsvorsteher Gerd Herr (FWG, Amtszeit 1999–2009) und Walter Müller (CDU).

## Kultur und Sehenswürdigkeiten

### Regelmäßige Veranstaltungen
- Am Sonntag Laetare findet jährlich der Sommertagsumzug statt.
- Die Kerwe (Kirchweih) in Sondernheim wurde schon im Jahr 1565 erwähnt.[19] Das Fest findet jährlich im August statt.
- Sondernheimer Christkindlmarkt jährlich am 3. Adventswochenende

## Verkehr
Das überregionale Straßennetz ist von Sondernheim aus über die Bundesstraße 9 (Ludwigshafen–Wörth am Rhein, Anschlussstellen Germersheim-Süd oder Bellheim-Nord) zu erreichen.
Sondernheim ist mit einem Haltepunkt an die Bahnstrecke Schifferstadt–Wörth angeschlossen. Diese Strecke bedient zwischen Germersheim und Wörth seit Dezember 2010 die Stadtbahn Karlsruhe.

## Persönlichkeiten

### Ehrenbürger
- Franz Lang, katholischer Pfarrer von 1923 bis 1948, ernannt 1948
- Heinrich Scherer, Bürgermeister von 1932 bis 1945, ernannt 1968
- Valentin Moos, später Bruno Moos, Volksmissionar in Brasilien, ernannt 1969

### Söhne und Töchter des Ortes
- Frank Hardart (* 22. Oktober 1850, † 10. Dezember 1918), seit 1858 in den USA, 1902 Mitbegründer der Horn & Hardart Automatenlokale in Philadelphia und New York
- Franz Immig (1918–1955), deutscher Fußballspieler